# Новая Мушта
Новая Мушта (баш. Яңы Мошто) — деревня в Краснокамском районе Башкортостана, входит в состав Шушнурского сельсовета.

## История
Село было основано в 1908 году (либо в 1902 году) башкирами деревни Мушты (Старая Мушта) Бирского уезда Оренбургской губернии.

## Население
| 2002 | 2009 | 2010 |
| ---- | ---- | ---- |
| 287  | ↗292 | ↘272 |

## Люди, связанные с селом
- Фаттахов, Касим Камалович (1921—1981) — хозяйственный деятель. Заслуженный работник сельского хозяйства Башкирской АССР.